# The Script/Auszeichnungen für Musikverkäufe

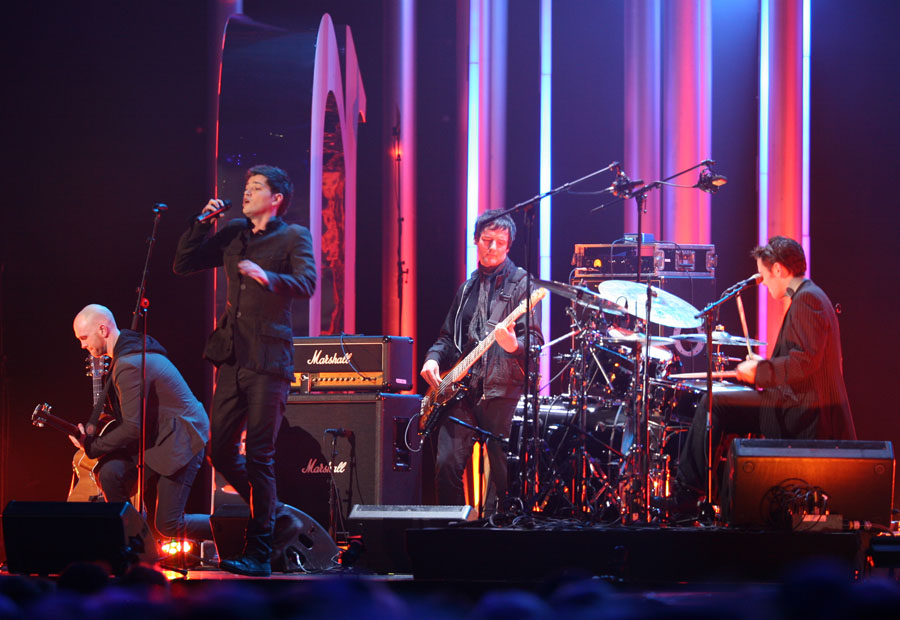
The Script (2008)

Dies ist eine Übersicht über die Auszeichnungen für Musikverkäufe der irischen Pop-Rock-Gruppe The Script. Die Auszeichnungen finden sich nach ihrer Art (Gold, Platin usw.), nach Staaten getrennt in chronologischer Reihenfolge, geordnet sowie nach den Tonträgern selbst, ebenfalls in chronologischer Reihenfolge, getrennt nach Medium (Alben, Singles usw.), wieder.

## Auszeichnungen
| - Vereinigtes Königreich - 2019: für die Single We Cry - 2020: für die Single Nothing - 2020: für die Single Six Degrees of Separation - 2025: für das Lied Never Seen Anything Quite Like You - Australien - 2012: für das Album #3 - 2013: für die Single If You Ever Come Back - 2013: für die Single Nothing - 2015: für das Album No Sound Without Silence - Belgien - 2013: für die Single Hall of Fame - Dänemark - 2013: für die Single Hall of Fame - 2013: für das Streaming Breakeven (Falling to Pieces) - 2013: für das Streaming The Man Who Can’t Be Moved - 2014: für das Streaming Superheroes - 2018: für das Album No Sound Without Silence - 2025: für die Single For the First Time - Deutschland - 2022: für die Single The Man Who Can’t Be Moved - 2025: für die Single Breakeven (Falling to Pieces) - Finnland - 2013: für die Single Hall of Fame - Italien - 2017: für die Single The Man Who Can’t Be Moved - 2019: für die Single Breakeven (Falling to Pieces) - 2019: für die Single For the First Time - Neuseeland - 2011: für die Single Nothing - Niederlande - 2013: für die Single Hall of Fame - 2015: für das Album No Sound Without Silence - Österreich - 2013: für die Single Hall of Fame - Philippinen - 2013: für das Album #3 - Schweden - 2013: für das Album #3 - Singapur - 2019: für das Album #3 - Spanien - 2024: für die Single Superheroes - 2024: für die Single The Man Who Can’t Be Moved - Vereinigte Staaten - 2011: für die Single Nothing - 2015: für die Single Superheroes - Vereinigtes Königreich - 2018: für das Album Freedom Child - 2022: für die Single If You Could See Me Now - 2023: für das Album Sunsets & Full Moons - 2023: für die Single The Last Time | - Australien - 2009: für das Album The Script - 2011: für das Album Science & Faith - 2013: für die Single Before the Worst - 2019: für die Single If You Could See Me Now - 2019: für die Single Nothing - 2019: für die Single Six Degrees of Separation - 2022: für das Album Tales from the Script: Greatest Hits - Dänemark - 2013: für das Streaming If You Could See Me Now - 2015: für die Single Superheroes - 2021: für die Single Breakeven (Falling to Pieces) - 2024: für das Album #3 - Deutschland - 2022: für die Single Superheroes - Europa - 2009: für das Album The Script - Irland - 2011: für das Videoalbum Homecoming – Live at the Aviva - 2012: für das Album #3 - Italien - 2019: für die Single Superheroes - Neuseeland - 2013: für die Single If You Could See Me Now - 2016: für die Single Paint the Town Green - 2023: für das Album Science & Faith - Niederlande - 2018: für die Single Rain - Schweden - 2015: für die Single Superheroes - Vereinigte Staaten - 2011: für die Single For the First Time - 2013: für die Single The Man Who Can’t Be Moved - Vereinigtes Königreich - 2015: für das Album No Sound Without Silence - 2018: für die Single For the First Time - 2021: für die Single Rain - 2025: für das Album Tales from the Script: Greatest Hits | - Australien - 2019: für die Single For the First Time - 2019: für die Single The Man Who Can’t Be Moved - Dänemark - 2025: für die Single The Man Who Can’t Be Moved - Deutschland - 2024: für die Single Hall of Fame - Neuseeland - 2023: für die Single Superheroes - 2024: für das Album No Sound Without Silence - Schweiz - 2013: für die Single Hall of Fame - Spanien - 2024: für die Single Hall of Fame - Vereinigte Staaten - 2011: für die Single Breakeven (Falling to Pieces) - 2013: für die Single Hall of Fame - Vereinigtes Königreich - 2013: für das Album Science & Faith - 2019: für das Album #3 - 2025: für die Single Superheroes - Australien - 2019: für die Single Superheroes - Brasilien - 2023: für die Single Hall of Fame - Neuseeland - 2024: für das Album #3 - 2025: für die Single The Man Who Can’t Be Moved - Vereinigtes Königreich - 2024: für die Single Breakeven (Falling to Pieces) - Dänemark - 2013: für das Streaming Hall of Fame - Italien - 2019: für die Single Hall of Fame - Neuseeland - 2025: für die Single Breakeven (Falling to Pieces) - Schweden - 2013: für die Single Hall of Fame - Vereinigtes Königreich - 2013: für das Album The Script - 2024: für die Single Hall of Fame - 2025: für die Single The Man Who Can’t Be Moved - Australien - 2019: für die Single Breakeven (Falling to Pieces) - Irland - 2008: für das Album The Script - Neuseeland - 2025: für die Single Hall of Fame - Norwegen - 2013: für die Single Hall of Fame - Irland - 2015: für das Album Science & Faith - Australien - 2019: für die Single Hall of Fame |

## Auszeichnungen nach Alben

### The Script
| Land/Region                  | Auszeichnungen für Musikverkäufe (Land/Region, Auszeichnung, Verkäufe) | Verkäufe    |
| ---------------------------- | ---------------------------------------------------------------------- | ----------- |
| Australien (ARIA)            | Platin                                                                 | 70.000      |
| Europa (IFPI)                | Platin                                                                 | (1.000.000) |
| Irland (IRMA)                | 5× Platin                                                              | 75.000      |
| Vereinigtes Königreich (BPI) | 4× Platin                                                              | 1.200.000   |
| Insgesamt                    | 11× Platin ·                                                           | 1.345.000   |

### Science & Faith
| Land/Region                  | Auszeichnungen für Musikverkäufe (Land/Region, Auszeichnung, Verkäufe) | Verkäufe |
| ---------------------------- | ---------------------------------------------------------------------- | -------- |
| Australien (ARIA)            | Platin                                                                 | 70.000   |
| Irland (IRMA)                | 7× Platin                                                              | 105.000  |
| Neuseeland (RMNZ)            | Platin                                                                 | 15.000   |
| Vereinigtes Königreich (BPI) | 2× Platin                                                              | 600.000  |
| Insgesamt                    | 11× Platin ·                                                           | 790.000  |

### #3
| Land/Region                  | Auszeichnungen für Musikverkäufe (Land/Region, Auszeichnung, Verkäufe) | Verkäufe |
| ---------------------------- | ---------------------------------------------------------------------- | -------- |
| Australien (ARIA)            | Gold                                                                   | 35.000   |
| Dänemark (IFPI)              | Platin                                                                 | 20.000   |
| Irland (IRMA)                | Platin                                                                 | 15.000   |
| Neuseeland (RMNZ)            | 3× Platin                                                              | 45.000   |
| Philippinen (PARI)           | Gold                                                                   | 7.500    |
| Schweden (IFPI)              | Gold                                                                   | 20.000   |
| Singapur (RIAS)              | Gold                                                                   | 5.000    |
| Vereinigtes Königreich (BPI) | 2× Platin                                                              | 600.000  |
| Insgesamt                    | 4× Gold · 7× Platin ·                                                  | 747.500  |

### No Sound Without Silence
| Land/Region                  | Auszeichnungen für Musikverkäufe (Land/Region, Auszeichnung, Verkäufe) | Verkäufe |
| ---------------------------- | ---------------------------------------------------------------------- | -------- |
| Australien (ARIA)            | Gold                                                                   | 35.000   |
| Dänemark (IFPI)              | Gold                                                                   | 10.000   |
| Neuseeland (RMNZ)            | 2× Platin                                                              | 30.000   |
| Niederlande (NVPI)           | Gold                                                                   | 20.000   |
| Vereinigtes Königreich (BPI) | Platin                                                                 | 300.000  |
| Insgesamt                    | 3× Gold · 3× Platin ·                                                  | 395.000  |

### Freedom Child
| Land/Region                  | Auszeichnungen für Musikverkäufe (Land/Region, Auszeichnung, Verkäufe) | Verkäufe |
| ---------------------------- | ---------------------------------------------------------------------- | -------- |
| Vereinigtes Königreich (BPI) | Gold                                                                   | 100.000  |
| Insgesamt                    | 1× Gold ·                                                              | 100.000  |

### Sunsets & Full Moons
| Land/Region                  | Auszeichnungen für Musikverkäufe (Land/Region, Auszeichnung, Verkäufe) | Verkäufe |
| ---------------------------- | ---------------------------------------------------------------------- | -------- |
| Vereinigtes Königreich (BPI) | Gold                                                                   | 100.000  |
| Insgesamt                    | 1× Gold ·                                                              | 100.000  |

### Tales from the Script: Greatest Hits
| Land/Region                  | Auszeichnungen für Musikverkäufe (Land/Region, Auszeichnung, Verkäufe) | Verkäufe |
| ---------------------------- | ---------------------------------------------------------------------- | -------- |
| Australien (ARIA)            | Platin                                                                 | 70.000   |
| Vereinigtes Königreich (BPI) | Platin                                                                 | 300.000  |
| Insgesamt                    | 2× Platin ·                                                            | 370.000  |

## Auszeichnungen nach Singles

### We Cry
| Land/Region                  | Auszeichnungen für Musikverkäufe (Land/Region, Auszeichnung, Verkäufe) | Verkäufe |
| ---------------------------- | ---------------------------------------------------------------------- | -------- |
| Vereinigtes Königreich (BPI) | Silber                                                                 | 200.000  |
| Insgesamt                    | 1× Silber ·                                                            | 200.000  |

### The Man Who Can’t Be Moved
| Land/Region                  | Auszeichnungen für Musikverkäufe (Land/Region, Auszeichnung, Verkäufe) | Verkäufe  |
| ---------------------------- | ---------------------------------------------------------------------- | --------- |
| Australien (ARIA)            | 2× Platin                                                              | 140.000   |
| Dänemark (IFPI)              | 2× Platin                                                              | 180.000   |
| Deutschland (BVMI)           | Gold                                                                   | 150.000   |
| Italien (FIMI)               | Gold                                                                   | 25.000    |
| Neuseeland (RMNZ)            | 3× Platin                                                              | 90.000    |
| Spanien (Promusicae)         | Gold                                                                   | 30.000    |
| Vereinigte Staaten (RIAA)    | Platin                                                                 | 1.000.000 |
| Vereinigtes Königreich (BPI) | 4× Platin                                                              | 2.400.000 |
| Insgesamt                    | 3× Gold · 12× Platin ·                                                 | 4.015.000 |

### Breakeven (Falling to Pieces)
| Land/Region                  | Auszeichnungen für Musikverkäufe (Land/Region, Auszeichnung, Verkäufe) | Verkäufe  |
| ---------------------------- | ---------------------------------------------------------------------- | --------- |
| Australien (ARIA)            | 5× Platin                                                              | 350.000   |
| Dänemark (IFPI)              | Platin                                                                 | 90.000    |
| Deutschland (BVMI)           | Gold                                                                   | 300.000   |
| Italien (FIMI)               | Gold                                                                   | 25.000    |
| Neuseeland (RMNZ)            | 4× Platin                                                              | 120.000   |
| Vereinigte Staaten (RIAA)    | 2× Platin                                                              | 2.000.000 |
| Vereinigtes Königreich (BPI) | 3× Platin                                                              | 1.800.000 |
| Insgesamt                    | 2× Gold · 15× Platin ·                                                 | 4.685.000 |

### Before the Worst
| Land/Region       | Auszeichnungen für Musikverkäufe (Land/Region, Auszeichnung, Verkäufe) | Verkäufe |
| ----------------- | ---------------------------------------------------------------------- | -------- |
| Australien (ARIA) | Platin                                                                 | 70.000   |
| Insgesamt         | 1× Platin ·                                                            | 70.000   |

### For the First Time
| Land/Region                  | Auszeichnungen für Musikverkäufe (Land/Region, Auszeichnung, Verkäufe) | Verkäufe  |
| ---------------------------- | ---------------------------------------------------------------------- | --------- |
| Australien (ARIA)            | 2× Platin                                                              | 140.000   |
| Dänemark (IFPI)              | Gold                                                                   | 45.000    |
| Italien (FIMI)               | Gold                                                                   | 25.000    |
| Vereinigte Staaten (RIAA)    | Platin                                                                 | 1.000.000 |
| Vereinigtes Königreich (BPI) | Platin                                                                 | 770.000   |
| Insgesamt                    | 2× Gold · 4× Platin ·                                                  | 1.980.000 |

### Nothing
| Land/Region                  | Auszeichnungen für Musikverkäufe (Land/Region, Auszeichnung, Verkäufe) | Verkäufe |
| ---------------------------- | ---------------------------------------------------------------------- | -------- |
| Australien (ARIA)            | Platin                                                                 | 70.000   |
| Neuseeland (RMNZ)            | Gold                                                                   | 7.500    |
| Vereinigte Staaten (RIAA)    | Gold                                                                   | 500.000  |
| Vereinigtes Königreich (BPI) | Silber                                                                 | 200.000  |
| Insgesamt                    | 1× Silber · 2× Gold · 1× Platin ·                                      | 777.500  |

### If You Ever Come Back
| Land/Region       | Auszeichnungen für Musikverkäufe (Land/Region, Auszeichnung, Verkäufe) | Verkäufe |
| ----------------- | ---------------------------------------------------------------------- | -------- |
| Australien (ARIA) | Gold                                                                   | 35.000   |
| Insgesamt         | 1× Gold ·                                                              | 35.000   |

### Hall of Fame
| Land/Region                  | Auszeichnungen für Musikverkäufe (Land/Region, Auszeichnung, Verkäufe) | Verkäufe  |
| ---------------------------- | ---------------------------------------------------------------------- | --------- |
| Australien (ARIA)            | 10× Platin                                                             | 700.000   |
| Belgien (BRMA)               | Gold                                                                   | 15.000    |
| Brasilien (PMB)              | 3× Platin                                                              | 180.000   |
| Dänemark (IFPI)              | Gold                                                                   | 15.000    |
| Deutschland (BVMI)           | 2× Platin                                                              | 1.200.000 |
| Finnland (IFPI)              | Gold                                                                   | 5.524     |
| Italien (FIMI)               | 3× Platin                                                              | 150.000   |
| Neuseeland (RMNZ)            | 6× Platin                                                              | 180.000   |
| Niederlande (NVPI)           | Gold                                                                   | 10.000    |
| Norwegen (IFPI)              | 6× Platin                                                              | 60.000    |
| Österreich (IFPI)            | Gold                                                                   | 15.000    |
| Schweiz (IFPI)               | 2× Platin                                                              | 60.000    |
| Schweden (IFPI)              | 4× Platin                                                              | 160.000   |
| Spanien (Promusicae)         | 2× Platin                                                              | 120.000   |
| Vereinigte Staaten (RIAA)    | 2× Platin                                                              | 2.000.000 |
| Vereinigtes Königreich (BPI) | 4× Platin                                                              | 2.400.000 |
| Insgesamt                    | 5× Gold · 44× Platin ·                                                 | 7.270.524 |

### Six Degrees of Separation
| Land/Region                  | Auszeichnungen für Musikverkäufe (Land/Region, Auszeichnung, Verkäufe) | Verkäufe |
| ---------------------------- | ---------------------------------------------------------------------- | -------- |
| Australien (ARIA)            | Platin                                                                 | 70.000   |
| Vereinigtes Königreich (BPI) | Silber                                                                 | 200.000  |
| Insgesamt                    | 1× Silber · 1× Platin ·                                                | 270.000  |

### If You Could See Me Now
| Land/Region                  | Auszeichnungen für Musikverkäufe (Land/Region, Auszeichnung, Verkäufe) | Verkäufe |
| ---------------------------- | ---------------------------------------------------------------------- | -------- |
| Australien (ARIA)            | Platin                                                                 | 70.000   |
| Neuseeland (RMNZ)            | Platin                                                                 | 15.000   |
| Vereinigtes Königreich (BPI) | Gold                                                                   | 400.000  |
| Insgesamt                    | 1× Gold · 2× Platin ·                                                  | 485.000  |

### Superheroes
| Land/Region                  | Auszeichnungen für Musikverkäufe (Land/Region, Auszeichnung, Verkäufe) | Verkäufe  |
| ---------------------------- | ---------------------------------------------------------------------- | --------- |
| Australien (ARIA)            | 3× Platin                                                              | 210.000   |
| Dänemark (IFPI)              | Platin                                                                 | 60.000    |
| Deutschland (BVMI)           | Platin                                                                 | 400.000   |
| Italien (FIMI)               | Platin                                                                 | 50.000    |
| Neuseeland (RMNZ)            | 2× Platin                                                              | 60.000    |
| Schweden (IFPI)              | Platin                                                                 | 40.000    |
| Spanien (Promusicae)         | Gold                                                                   | 30.000    |
| Vereinigte Staaten (RIAA)    | Gold                                                                   | 500.000   |
| Vereinigtes Königreich (BPI) | 2× Platin                                                              | 1.200.000 |
| Insgesamt                    | 2× Gold · 11× Platin ·                                                 | 2.550.000 |

### Paint the Town Green
| Land/Region       | Auszeichnungen für Musikverkäufe (Land/Region, Auszeichnung, Verkäufe) | Verkäufe |
| ----------------- | ---------------------------------------------------------------------- | -------- |
| Neuseeland (RMNZ) | Platin                                                                 | 15.000   |
| Insgesamt         | 1× Platin ·                                                            | 15.000   |

### Rain
| Land/Region                  | Auszeichnungen für Musikverkäufe (Land/Region, Auszeichnung, Verkäufe) | Verkäufe |
| ---------------------------- | ---------------------------------------------------------------------- | -------- |
| Niederlande (NVPI)           | Platin                                                                 | 80.000   |
| Vereinigtes Königreich (BPI) | Platin                                                                 | 600.000  |
| Insgesamt                    | 2× Platin ·                                                            | 680.000  |

### The Last Time
| Land/Region                  | Auszeichnungen für Musikverkäufe (Land/Region, Auszeichnung, Verkäufe) | Verkäufe |
| ---------------------------- | ---------------------------------------------------------------------- | -------- |
| Vereinigtes Königreich (BPI) | Gold                                                                   | 400.000  |
| Insgesamt                    | 1× Gold ·                                                              | 400.000  |

## Auszeichnungen nach Liedern

### Never Seen Anything Quite Like You
| Land/Region                  | Auszeichnungen für Musikverkäufe (Land/Region, Auszeichnung, Verkäufe) | Verkäufe |
| ---------------------------- | ---------------------------------------------------------------------- | -------- |
| Vereinigtes Königreich (BPI) | Silber                                                                 | 200.000  |
| Insgesamt                    | 1× Silber ·                                                            | 200.000  |

## Auszeichnungen nach Musikstreamings

### The Man Who Can’t Be Moved
| Land/Region     | Auszeichnungen für Musikverkäufe (Land/Region, Auszeichnung, Verkäufe) | Verkäufe |
| --------------- | ---------------------------------------------------------------------- | -------- |
| Dänemark (IFPI) | Gold                                                                   | 900.000  |
| Insgesamt       | 1× Gold ·                                                              | 900.000  |

### Breakeven (Falling to Pieces)
| Land/Region     | Auszeichnungen für Musikverkäufe (Land/Region, Auszeichnung, Verkäufe) | Verkäufe |
| --------------- | ---------------------------------------------------------------------- | -------- |
| Dänemark (IFPI) | Gold                                                                   | 900.000  |
| Insgesamt       | 1× Gold ·                                                              | 900.000  |

### Hall of Fame
| Land/Region     | Auszeichnungen für Musikverkäufe (Land/Region, Auszeichnung, Verkäufe) | Verkäufe  |
| --------------- | ---------------------------------------------------------------------- | --------- |
| Dänemark (IFPI) | 4× Platin                                                              | 7.200.000 |
| Insgesamt       | 4× Platin ·                                                            | 7.200.000 |

### If You Could See Me Now
| Land/Region     | Auszeichnungen für Musikverkäufe (Land/Region, Auszeichnung, Verkäufe) | Verkäufe  |
| --------------- | ---------------------------------------------------------------------- | --------- |
| Dänemark (IFPI) | Platin                                                                 | 1.800.000 |
| Insgesamt       | 1× Platin ·                                                            | 1.800.000 |

### Superheroes
| Land/Region     | Auszeichnungen für Musikverkäufe (Land/Region, Auszeichnung, Verkäufe) | Verkäufe |
| --------------- | ---------------------------------------------------------------------- | -------- |
| Dänemark (IFPI) | Gold                                                                   | 900.000  |
| Insgesamt       | 1× Gold ·                                                              | 900.000  |

## Auszeichnungen nach Videoalben

### Homecoming – Live at the Aviva
| Land/Region   | Auszeichnungen für Musikverkäufe (Land/Region, Auszeichnung, Verkäufe) | Verkäufe |
| ------------- | ---------------------------------------------------------------------- | -------- |
| Irland (IRMA) | Platin                                                                 | 4.000    |
| Insgesamt     | 1× Platin ·                                                            | 4.000    |

## Statistik und Quellen
| Land/RegionAuszeichnungen für Musikverkäufe (Land/Region, Auszeichnungen, Verkäufe, Quellen) | Silber     | Gold       | Platin         | Verkäufe    | Quellen              |
| -------------------------------------------------------------------------------------------- | ---------- | ---------- | -------------- | ----------- | -------------------- |
| Australien (ARIA)                                                                            | —          | 3× Gold3   | 29× Platin29   | 2.135.000   | aria.com.au          |
| Belgien (BRMA)                                                                               | —          | Gold1      | —              | 15.000      | ultratop.be          |
| Brasilien (PMB)                                                                              | —          | —          | 3× Platin3     | 180.000     | pro-musicabr.org.br  |
| Dänemark (IFPI)                                                                              | —          | 6× Gold6   | 10× Platin10   | 420.000     | ifpi.dk              |
| Deutschland (BVMI)                                                                           | —          | 2× Gold2   | 3× Platin3     | 2.050.000   | musikindustrie.de    |
| Europa (IFPI)                                                                                | —          | —          | Platin1        | (1.000.000) | ifpi.org             |
| Finnland (IFPI)                                                                              | —          | Gold1      | —              | 5.524       | ifpi.fi              |
| Irland (IRMA)                                                                                | —          | —          | 14× Platin14   | 199.000     | irishcharts.ie       |
| Italien (FIMI)                                                                               | —          | 3× Gold3   | 4× Platin4     | 275.000     | fimi.it              |
| Neuseeland (RMNZ)                                                                            | —          | Gold1      | 23× Platin23   | 577.500     | radioscope.co.nz NZ2 |
| Niederlande (NVPI)                                                                           | —          | 2× Gold2   | Platin1        | 110.000     | nvpi.nl              |
| Norwegen (IFPI)                                                                              | —          | —          | 6× Platin6     | 60.000      | ifpi.no              |
| Österreich (IFPI)                                                                            | —          | Gold1      | —              | 15.000      | ifpi.at              |
| Philippinen (PARI)                                                                           | —          | Gold1      | —              | 7.500       | pari.com.ph          |
| Schweden (IFPI)                                                                              | —          | Gold1      | 5× Platin5     | 220.000     | sverigetopplistan.se |
| Schweiz (IFPI)                                                                               | —          | —          | 2× Platin2     | 60.000      | hitparade.ch         |
| Singapur (RIAS)                                                                              | —          | Gold1      | —              | 5.000       | rias.org.sg          |
| Spanien (Promusicae)                                                                         | —          | 2× Gold2   | 2× Platin2     | 180.000     | elportaldemusica.es  |
| Vereinigte Staaten (RIAA)                                                                    | —          | 2× Gold2   | 6× Platin6     | 7.000.000   | riaa.com             |
| Vereinigtes Königreich (BPI)                                                                 | 4× Silber4 | 4× Gold4   | 25× Platin25   | 13.970.000  | bpi.co.uk            |
| Insgesamt                                                                                    | 4× Silber4 | 31× Gold31 | 134× Platin134 |             |                      |